# 심플렉틱 군
군론에서 심플렉틱 군(-群, 영어: symplectic group) 또는 사교군(斜交群)은 고전적 행렬 리 군의 하나다.

## 정의

### 심플렉틱 군 Sp(2n;K)
{\displaystyle K}가 체라고 하자. 다음과 같은 {\displaystyle 2n\times 2n} 행렬을 정의하자.
{\displaystyle \Omega ={\begin{pmatrix}0&1_{n\times n}\\-1_{n\times n}&0\end{pmatrix}}\in \operatorname {GL} (2n;K)}
여기서 {\displaystyle 1_{n\times n}}은 {\displaystyle n\times n} 단위 행렬이다.
그렇다면 {\displaystyle \operatorname {Sp} (2n;K)}는 {\displaystyle M^{\top }\Omega M=\Omega }를 만족하는 {\displaystyle 2n\times 2n} 행렬 {\displaystyle M}들의 곱셈군이다. 즉,
{\displaystyle \operatorname {Sp} (2n;K)=\{M\in \operatorname {GL} (2n;K)|M^{\top }\Omega M=\Omega \}}.
이 성질을 만족하는 행렬을 심플렉틱 행렬이라고 한다.

### 유니터리 심플렉틱 군 USp(2n)
유니터리 심플렉틱 군 {\displaystyle \operatorname {USp} (2n)}은 {\displaystyle 2n\times 2n} 유니터리 심플렉틱 복소수 행렬의 리 군이다. 즉,
{\displaystyle \operatorname {USp} (2n)=\operatorname {U} (2n)\cap \operatorname {Sp} (2n,\mathbb {C} )}
이다. 간혹 USp(2n)을 Sp(n)으로 쓰기도 한다. 하지만 이는 Sp(n,F)와 다른 군이다.
유니터리 심플렉틱 군 {\displaystyle \operatorname {USp} (2n)}은 사원수의 유니터리 군과 같다.
{\displaystyle \operatorname {USp} (2n)\cong \operatorname {U} (n;\mathbb {H} )=\{M\in \operatorname {GL} (n;\mathbb {H} )\colon M^{-1}=M^{\dagger }\}}

### 리 대수
{\displaystyle \operatorname {Sp} (2n;\mathbb {R} )}에 대응하는 리 대수 {\displaystyle {\mathfrak {sp}}(2n;\mathbb {R} )}는 해밀턴 행렬(영어: Hamiltonian matrix), 즉 {\displaystyle \Omega M}이 대칭 행렬인 행렬 {\displaystyle M}들로 구성된다.
{\displaystyle {\mathfrak {sp}}(2n;\mathbb {R} )=\{M\in {\mathfrak {gl}}(2n;\mathbb {R} )\colon \Omega M=(\Omega M)^{\top }\}}
복소수체의 경우에도 마찬가지이다.
{\displaystyle {\mathfrak {sp}}(2n;\mathbb {C} )=\{M\in {\mathfrak {gl}}(2n;\mathbb {C} )\colon \Omega M=(\Omega M)^{\top }\}}
유니터리 심플렉틱 군의 리 대수 {\displaystyle {\mathfrak {usp}}(2n)}는 {\displaystyle n\times n} 사원수 반에르미트 행렬로 구성된다. 또한, 이는 {\displaystyle 2n\times 2n} 복소수 에르미트 행렬이자 {\displaystyle 2n\times 2n} 해밀턴 행렬인 것들로 구성할 수도 있다.
{\displaystyle {\mathfrak {usp}}(2n)=\{M\in {\mathfrak {gl}}(n;\mathbb {H} )\colon M=-M^{\dagger }\}\cong {\mathfrak {sp}}(2n;\mathbb {C} )\cap {\mathfrak {u}}(2n)}

## 성질

### 군론적 성질
{\displaystyle \operatorname {USp} (2n)}의 중심은 다음과 같다.
{\displaystyle \operatorname {Z} (\operatorname {USp} (2n))=\{\pm 1_{2n\times 2n}\}\cong \mathbb {Z} /2}
만약 {\displaystyle K}의 표수가 2가 아닐 경우, {\displaystyle \operatorname {Sp} (2n;K)}의 중심은 다음과 같다.
{\displaystyle \operatorname {Z} (\operatorname {Sp} (2n;K))=\{\pm 1_{2n\times 2n}\}\cong \mathbb {Z} /2}
만약 {\displaystyle K}의 표수가 2일 경우, {\displaystyle \operatorname {Sp} (2n;K)}의 중심은 자명군이다.
(유니터리) 심플렉틱 군의 중심에 대한 몫군은 사영 (유니터리) 심플렉틱 군(영어: projective (unitary) symplectic group)이라고 한다.
{\displaystyle \operatorname {Sp} (2n;K)/\operatorname {Z} (\operatorname {Sp} (2n;K))=\operatorname {PSp} (2n;K)}
{\displaystyle \operatorname {USp} (2n)/\operatorname {Z} (\operatorname {USp} (2n))=\operatorname {PUSp} (2n)}
유한체에 대한 심플렉틱 군의 크기는 다음과 같다.
{\displaystyle |\operatorname {Sp} (2n;\mathbb {F} _{q})|=q^{n^{2}}\prod _{k=1}^{n}(q^{2k}-1)}

### 리 이론적 성질
심플렉틱 군 {\displaystyle \operatorname {Sp} (2n;\mathbb {C} )}는 계수가 {\displaystyle n}인 단순 리 군이며, 단순 리 군의 분류에서 {\displaystyle C_{n}}에 해당한다. 그 콤팩트 실수 형태는 {\displaystyle \operatorname {USp} (2n)}이며, 분해 실수 형태는 {\displaystyle \operatorname {Sp} (2n;\mathbb {R} )}이다. {\displaystyle \operatorname {Sp} (2n;\mathbb {C} )}의 딘킨 도표는 다음과 같다.
{\displaystyle \overbrace {\bullet -\bullet -\cdots -\bullet \Leftarrow \bullet } ^{n}}
{\displaystyle \operatorname {Sp} (2n;\mathbb {R} )}의 최대 콤팩트 부분군은 유니터리 군 {\displaystyle \operatorname {U} (n)}이다.
{\displaystyle \operatorname {USp} (2n)}을 {\displaystyle n\times n} 사원수 유니터리 행렬들의 군으로 생각한다면, {\displaystyle \operatorname {USp} (2n)}의 극대 원환면은 다음과 같다.
{\displaystyle \{\operatorname {diag} (\lambda _{1},\dots ,\lambda _{n})\colon \lambda _{1},\dots ,\lambda _{n}\in \mathbb {C} \subset \mathbb {H} ,\,|\lambda _{1}|=\cdots =|\lambda _{n}|=1\}}
위 식에서는 사원수 대수 {\displaystyle \mathbb {H} } 속에서, 복소수체와 동형인 부분 대수를 임의로 골랐다. 이러한 부분 대수로는 {\displaystyle \mathbb {R} +\mathbb {R} i} 또는 {\displaystyle \mathbb {R} +\mathbb {R} j} 또는 {\displaystyle \mathbb {R} +\mathbb {R} k} 따위를 사용할 수 있다.
{\displaystyle \operatorname {USp} (2n)}의 바일 군은 다음과 같으며, 이는 {\displaystyle \operatorname {SO} (2n+1)}의 바일 군과 같다.
{\displaystyle \operatorname {Weyl} (\operatorname {USp} (2n))\cong (\mathbb {Z} /2)^{n}\rtimes \operatorname {Sym} (n)}
이는 구체적으로 다음과 같이 작용한다. 각 {\displaystyle \epsilon _{i}\in \{\pm 1\}}는 {\displaystyle \lambda _{i}}를
{\displaystyle +1\colon \lambda _{i}\mapsto \lambda _{i}}
{\displaystyle -1\colon \lambda _{i}\mapsto {\bar {\lambda }}_{i}}
와 같이 대응시키며, {\displaystyle \sigma \in \operatorname {Sym} (n)}은 극대 원환면의 기저에 대하여 순열로 작용한다.

### 위상수학적 성질
복소수 심플렉틱 군 {\displaystyle \operatorname {Sp} (2n;\mathbb {C} )}은 {\displaystyle n(2n+1)} 복소수 차원의 연결 단일 연결 리 군이다. 이는 콤팩트하지 않으며, 다음과 같은 위상 동형이 존재한다.
{\displaystyle \operatorname {Sp} (2n;\mathbb {C} )\cong \operatorname {USp} (2n)\times \mathbb {R} ^{2n^{2}+n}}
실수 심플렉틱 군 {\displaystyle \operatorname {Sp} (2n;\mathbb {R} )}은 {\displaystyle n(2n+1)} (실수) 차원의 연결 리 군이며, 이는 콤팩트하지 않는다. 또한, 다음과 같은 호모토피 동치가 존재한다.
{\displaystyle \operatorname {Sp} (2n,\mathbb {R} )\simeq \mathbb {S} ^{1}\times \operatorname {SU} (n)}
따라서, 그 기본군은 다음과 같다.
{\displaystyle \pi _{1}(\operatorname {Sp} (2n;\mathbb {R} ))\cong \mathbb {Z} }
이에 따라 두 겹 피복군을 취하면 메타플렉틱 군(영어: metaplectic group)
{\displaystyle 1\to \mathbb {Z} /2\to \operatorname {Mp} (2n)\to \operatorname {Sp} (2n;\mathbb {R} )\to 1}
을 얻는다.
유니터리 심플렉틱 군 {\displaystyle \operatorname {USp} (2n)}은 {\displaystyle n(2n+1)} (실수) 차원의 콤팩트 연결 단일 연결 리 군이다.

### 포함 관계
유니터리 심플렉틱 군은 다음과 같은 포함 관계를 가진다.
{\displaystyle \operatorname {USp} (2n)\supset \operatorname {USp} (2n-2)}
{\displaystyle \operatorname {SU} (2n)\supset \operatorname {USp} (2n)\supset \operatorname {SU} (n)}
{\displaystyle F_{4}\supset \operatorname {USp} (8)}
{\displaystyle G_{2}\supset \operatorname {USp} (2)}.
낮은 차수의 유니터리 심플렉틱 군은 다음과 같은 예외적 동형(영어: exceptional isomorphism)을 보인다.
{\displaystyle \operatorname {USp} (2)\cong \operatorname {Spin} (3)\cong \operatorname {SU} (2)}
{\displaystyle \operatorname {PUSp} (2)\cong \operatorname {PSU} (2)\cong \operatorname {SO} (3)}
{\displaystyle \operatorname {Sp} (2;\mathbb {R} )\cong \operatorname {SL} (2;\mathbb {R} )}
{\displaystyle \operatorname {PSp} (2;\mathbb {R} )\cong \operatorname {PSL} (2;\mathbb {R} )\cong \operatorname {Spin} ^{+}(2,1)}
{\displaystyle \operatorname {USp} (4)\cong \operatorname {Spin} (5)}
{\displaystyle \operatorname {PUSp} (4)\cong \operatorname {SO} (5)}
{\displaystyle \operatorname {Sp} (4;\mathbb {R} )\cong \operatorname {Spin} (3,2)}
{\displaystyle \operatorname {PSp} (4;\mathbb {R} )\cong \operatorname {SO} (3,2)}
복소군의 경우 이는 해당 딘킨 도표로부터 쉽게 알 수 있다.
모든 체 {\displaystyle K}에 대하여, 다음과 같은 동형이 성립한다.
{\displaystyle \operatorname {Sp} (2;K)=\operatorname {SL} (2;K)}
유한체에 대한 심플렉틱 군의 경우 다음과 같은 동형이 존재한다.
{\displaystyle \operatorname {Sp} (2;\mathbb {F} _{2})\cong \operatorname {Sym} (3)}
{\displaystyle \operatorname {Sp} (4;\mathbb {F} _{2})\cong \operatorname {Sym} (6)}
{\displaystyle \operatorname {PSp} (2;\mathbb {F} _{3})\cong \operatorname {Alt} (4)}
여기서 {\displaystyle \operatorname {Sym} (n)} 및 {\displaystyle \operatorname {Alt} (n)}은 각각 대칭군과 교대군을 뜻한다.

## 역사
심플렉틱 군은 닐스 헨리크 아벨이 도입하였다.
"심플렉틱 군"이라는 이름은 헤르만 바일이 1939년에 도입하였다. 이 책에서 바일은 다음과 같이 적었다.
| “ | 나는 이전에 이 군을 이는 선복합체(영어: line complex)를 따서 ‘복합군’(영어: complex group)으로 부를 것을 제안하였다. 이는 이 군이 반대칭 이차 형식의 값이 0이 되는 조건을 통해 정의되기 때문이다. 그러나 이 이름은 ‘복소수’(영어: complex number)에서의 ‘복소’와 혼동되기 때문에 더 이상 쓰이기 힘들다. 따라서 나는 이를 이에 대응하는 그리스어 단어 ‘심플렉틱’(영어: symplectic)으로 일컫도록 하겠다. 딕슨은 이 군을 ‘아벨 선형군’이라고 부르는데, 이는 이 군을 최초로 연구한 아벨의 이름을 딴 것이다. The name “complex group” formerly advocated by me in allusion to line complexes, as these are defined by the vanishing of antisymmetric bilinear forms, has become more and more embarrassing through collision with the word “complex” in the connotation of complex number. I therefore propose to replace it by the corresponding Greek adjective “symplectic.” Dickson calls the group the “Abelian linear group” in homage to Abel who first studied it. | ” |
|   | — :165 |   |

이 어원에 대하여 다른 저자는 다음과 같이 적었다.
| “ | 흥미롭게도, 두 세기 전까지만 해도 ‘심플렉틱 기하학’이라는 용어는 존재하지 않았다. 유명한 영어 사전을 찾아보면, 아마 ‘심플렉틱’(영어: symplectic bone=접속골)은 생선 대가리 속의 뼈의 일종이라고 수록돼 있을 것이다. 하지만 수학 용어 ‘심플렉틱’은 바일이 고안하였다. 바일은 심플렉틱 군을 지칭하기 위하여, 라틴어 어근 complex- 콤플렉스[*]를 같은 뜻의 그리스어 어근으로 치환하였다. 이렇게 바일은 복소수(영어: complex number)와의 혼동을 없앴고, 또 이를 아벨을 기리는 이름 "아벨 선형군"으로 불렀을 때 야기되었을 [아벨 군과의] 혼동을 피하였다. As a curiosity, note that two centuries ago the name symplectic geometry did not exist. If you consult a major English dictionary, you are likely to find that symplectic is the name for a bone in a fish’s head. However, as clarified in [105], the word symplectic in mathematics was coined by Weyl [110, p.165] who substituted the Latin root in complex by the corresponding Greek root, in order to label the symplectic group. Weyl thus avoided that this group connote the complex numbers, and also spared us from much confusion that would have arisen, had the name remained the former one in honor of Abel: abelian linear group. | ” |
|   | — :1 |   |

## 같이 보기
- 심플렉틱 다양체
- 심플렉틱 행렬